# 430-й мотострелковый полк
430-й мотострелковый полк — тактическое формирование Сухопутных войск Российской Федерации.

## История
430-й мотострелковый полк создан в 2022 году преимущественно из мобилизованных жителей Татарстана.
В сентябре 2024 года полк совместно с 37-й омсбр вёл атаки в районе Пречистовки Волновахского района Донецкой области.
В октябре 2024 года полк участвовал во взятии Угледара в составе 29-й гвардейской общевойсковой армии.
Затем полк продолжил наступление в районе Богоявленки Волновахского района Донецкой области.
5 октября 2024 года глава ДНР Денис Пушилин наградил военнослужащих 430-го мотострелкового полка за участие в захвате Угледара.
В ноябре 2024 года полк совместно с 1472-м мотострелковым полком вёл боевые действия в районе Елизаветовки Покровского района.